# She (Charles-Aznavour-Lied)
She ist ein Lied des armenisch-französischen Sängers Charles Aznavour, das im Mai 1974 erschien.

## Entstehung und Veröffentlichung
Das Lied wurde vom Interpreten selbst, gemeinsam mit dem Koautoren Herbert Kretzmer, geschrieben. Für die Produktion zeichnete Eddie Barclay verantwortlich. Der englischsprachige Poptitel entstand als Erkennungsmelodie für die britische Fernsehserie Seven Faces of Woman.
Aznavour nahm das Stück auch in französischer Sprache (Tous les visages de l'amour) sowie auf Deutsch, Italienisch und Spanisch auf.

## Kommerzieller Erfolg

### Chartplatzierungen
She avancierte zum Nummer-eins-Hit im Vereinigten Königreich, wo es sich vier Wochen platzieren konnte.
| ChartsChartplatzierungen     | Höchstplatzierung | Wochen/ Monate |
| ---------------------------- | ----------------- | -------------- |
| Deutschland (GfK)            | 33 (6 Wo.)        | 6 Wo.          |
| Österreich (Ö3)              | 19 (1 Mt.)        | 1 Mt.          |
| Vereinigtes Königreich (OCC) | 1 (14 Wo.)        | 14 Wo.         |

### Auszeichnungen für Musikverkäufe
| Land/Region                  | Auszeichnungen für Musikverkäufe (Land/Region, Auszeichnung, Verkäufe) | Verkäufe |
| ---------------------------- | ---------------------------------------------------------------------- | -------- |
| Vereinigtes Königreich (BPI) | Silber                                                                 | 200.000  |
| Insgesamt                    | 1× Silber ·                                                            | 200.000  |

## Coverversionen
Elvis Costello nahm 1999 eine Coverversion des Songs auf. Diese Version wurde unter anderem in der Schlusssequenz des Films Notting Hill verwendet.
2006 nahm die italienische Sängerin Laura Pausini eine italienischsprachige Version des Songs mit dem Titel She (Uguale a lei) für einen Barilla-TV-Spot auf. Der Text des Liedes wurde von Pausini angepasst.